# Sophie-Charlotte de Hesse-Cassel
Sophie-Charlotte de Hesse-Cassel (16 juillet 1678, Kassel – 30 mai 1749, Bützow) est une princesse de Hesse-Cassel, et par le mariage duchesse de Mecklembourg.

## Biographie
Sophie-Charlotte est la fille du comte Charles Ier de Hesse-Cassel (1654 - 1730) de son mariage avec Amélie de Courlande (1653 - 1711), fille du duc Jacob Kettler de Courlande.
Elle épouse le 2 janvier 1704 à Cassel le duc Frédéric-Guillaume de Mecklembourg-Schwerin (1675-1713). Ils n'ont pas d'enfants. Frédéric Guillaume a probablement souffert d'une maladie sexuellement transmissible.
Après la mort du duc, en 1713, Sophie-Charlotte vit au château de Bützow. Elle est membre de l'église réformée, et dans un Mecklembourg à majorité luthérienne, elle patronne des français de l'Église Réformée. Elle fonde l'Église Réformée de Bützow.
Sophie-Charlotte rend également visite à son frère, Frédéric Ier de Suède. Elle est présente en Suède lors de la visite de son frère en Hesse en juillet–novembre 1731 pour aider son épouse Ulrique-Éléonore de Suède, qui sert en tant que régente en son absence.